# Catigny
Catigny – miejscowość i gmina we Francji, w regionie Hauts-de-France, w departamencie Oise.
Według danych na rok 1990 gminę zamieszkiwało 199 osób, a gęstość zaludnienia wynosiła 30 osób/km² (wśród 2293 gmin Pikardii Catigny plasuje się na 798. miejscu pod względem liczby ludności, natomiast pod względem powierzchni na miejscu 721.).